# Colossal Order
Colossal Order est un studio de développement finlandais basé à Tampere. Le studio a notamment développé le city-builder Cities: Skylines sorti en 2015.

## Jeux développés
| Titre               | Année | Plates-formes                                                   |
| ------------------- | ----- | --------------------------------------------------------------- |
| Cities in Motion    | 2011  | Windows, Linux, macOS                                           |
| Cities in Motion 2  | 2013  | Windows, Linux, macOS                                           |
| Cities: Skylines    | 2015  | Windows, Linux, macOS, Xbox One, PlayStation 4, Nintendo Switch |
| Cities: Skylines II | 2023  | Windows, Xbox Series, PlayStation 5                             |